# كارل فيلهم فون فويرباخ
كارل فيلهم فون فويرباخ (بالألمانية: Karl Wilhelm Feuerbach)‏ (30 مايو، 1800 - 12 مارس، 1834م) هو مهندس رياضياتي ألماني وأخ البروفسور لودفيغ فويرباخ. بعد حصوله على شهادة الدكتوراه في سن 22، أصبح بروفسوراً في الرياضيات من جيمنازيوم في إرلنغن. في عام 1822، كتب كتاباً قصيراً عن الرياضيات، واشتهر لكتابته مبرهنة حول دائرة التسع نقاط، التي عُرفت لاحقاً باسم مبرهنة فويرباخ.